# Ossario di Solferino
L'ossario di Solferino è un ossario monumentale che si trova a nell'omonimo comune in provincia di Mantova nei pressi della Rocca di Solferino e del Museo del Risorgimento di Solferino e San Martino.

## Descrizione
È ospitato all'interno della chiesa di San Pietro in Vincoli, la più antica del comune, in seguito convertita in ossario. Raccoglie 1.413 teschi e le ossa di 7.000 caduti dei quattro eserciti (austro-veneto e franco-sardo) che il 24 giugno 1859 si affrontarono nella sanguinosa battaglia di Solferino e San Martino, scontro armato della seconda guerra d'indipendenza italiana. L'ossario di Solferino si raggiunge percorrendo un viale fiancheggiato da cipressi.
A sinistra dell'ossario è collocato un busto di bronzo che raffigura Napoleone III, mentre a destra è situato un piccolo monumento funebre che ricorda il generale francese Charles Auger, morto per le ferite riportate nella battaglia. All'ingresso dell'ossario sono posizionati i busti dei cinque generali francesi che perirono nella seconda guerra d'indipendenza, tutti opera dello scultore Salvatore Pisani (1859-1920). 
La facciata dell'ossario è impreziosita da due mosaici che rappresentano San Pietro e il Cristo Redentore; sopra queste opere artistiche è collocata una statua della Madonna.